# Panamomops
Panamomops is een geslacht van spinnen uit de familie hangmatspinnen (Linyphiidae).

## Soorten
De volgende soorten zijn bij het geslacht ingedeeld:
- Panamomops affinis Miller & Kratochvíl, 1939
- Panamomops depilis Eskov & Marusik, 1994
- Panamomops dybowskii (O. P.-Cambridge, 1873)
- Panamomops fagei Miller & Kratochvíl, 1939
- Panamomops fedotovi (Charitonov, 1937)
- Panamomops inconspicuus (Miller & Valesova, 1964)
- Panamomops latifrons Miller, 1959
- Panamomops mengei Simon, 1926
- Panamomops mutilus (Denis, 1962)
- Panamomops palmgreni Thaler, 1973
- Panamomops pamiricus Tanasevitch, 1989
- Panamomops strandi Kolosváry, 1934
- Panamomops sulcifrons (Wider, 1834)
- Panamomops tauricornis (Simon, 1881)